# خط اصلی چتم
خط اصلی چتم (به انگلیسی: Chatham Main Line) یکی از خطوط راه‌آهن در کشور انگلستان است.
این خط از شهر لندن شروع شده و در شهر چتم به پایان میرسد.

## نگارخانه

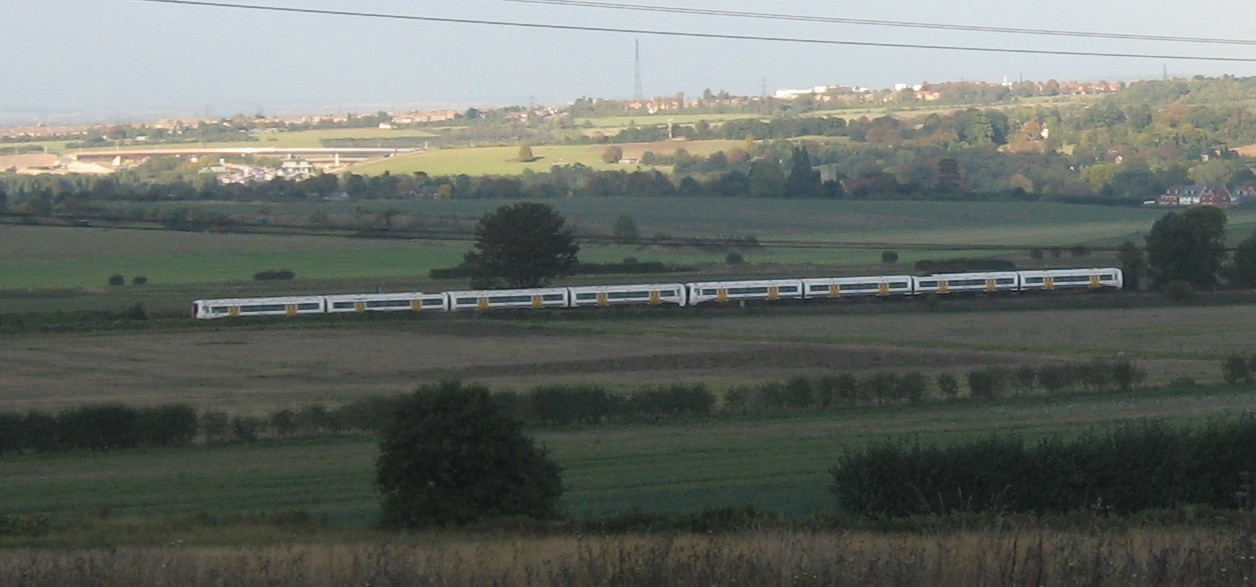
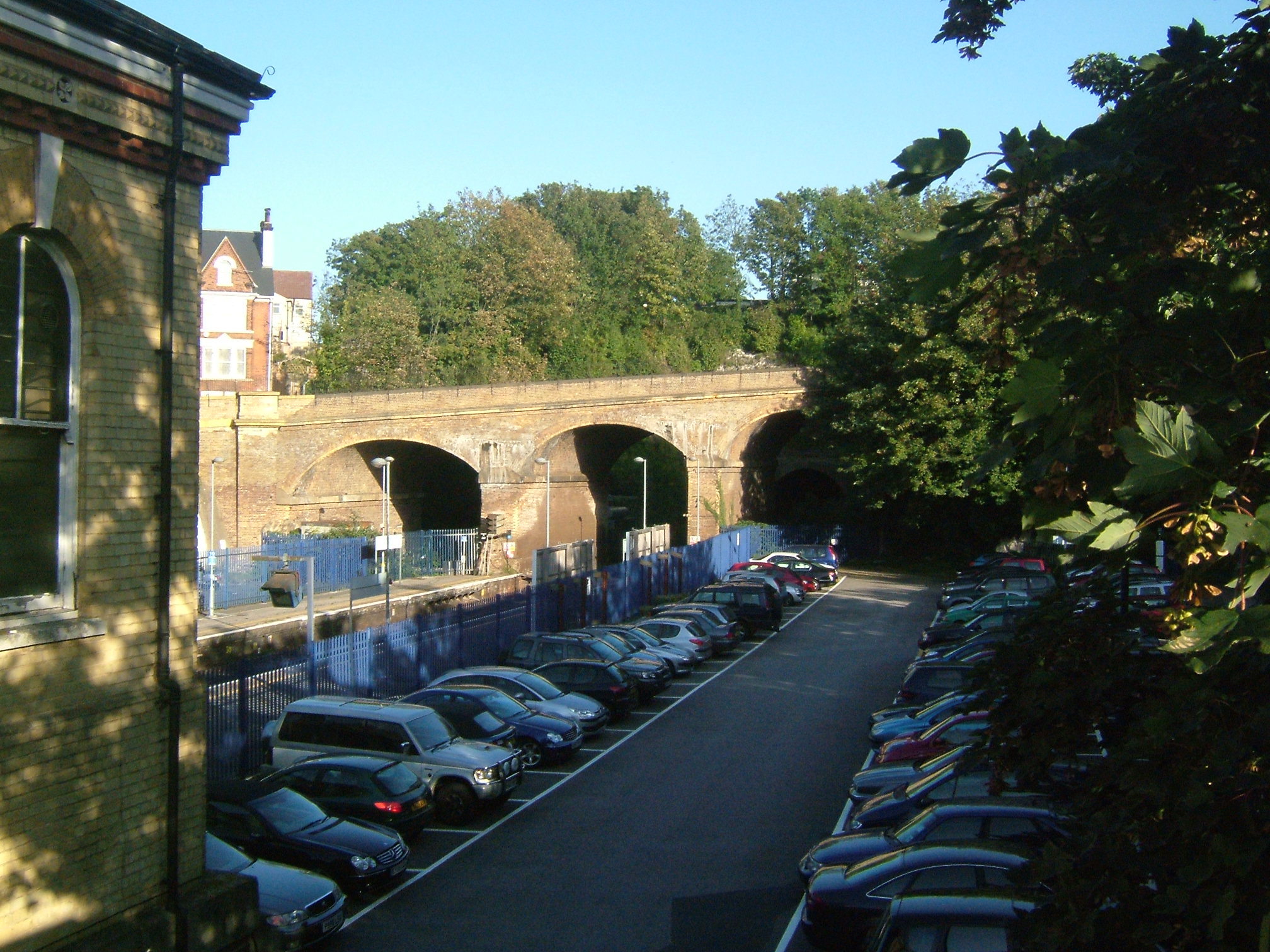
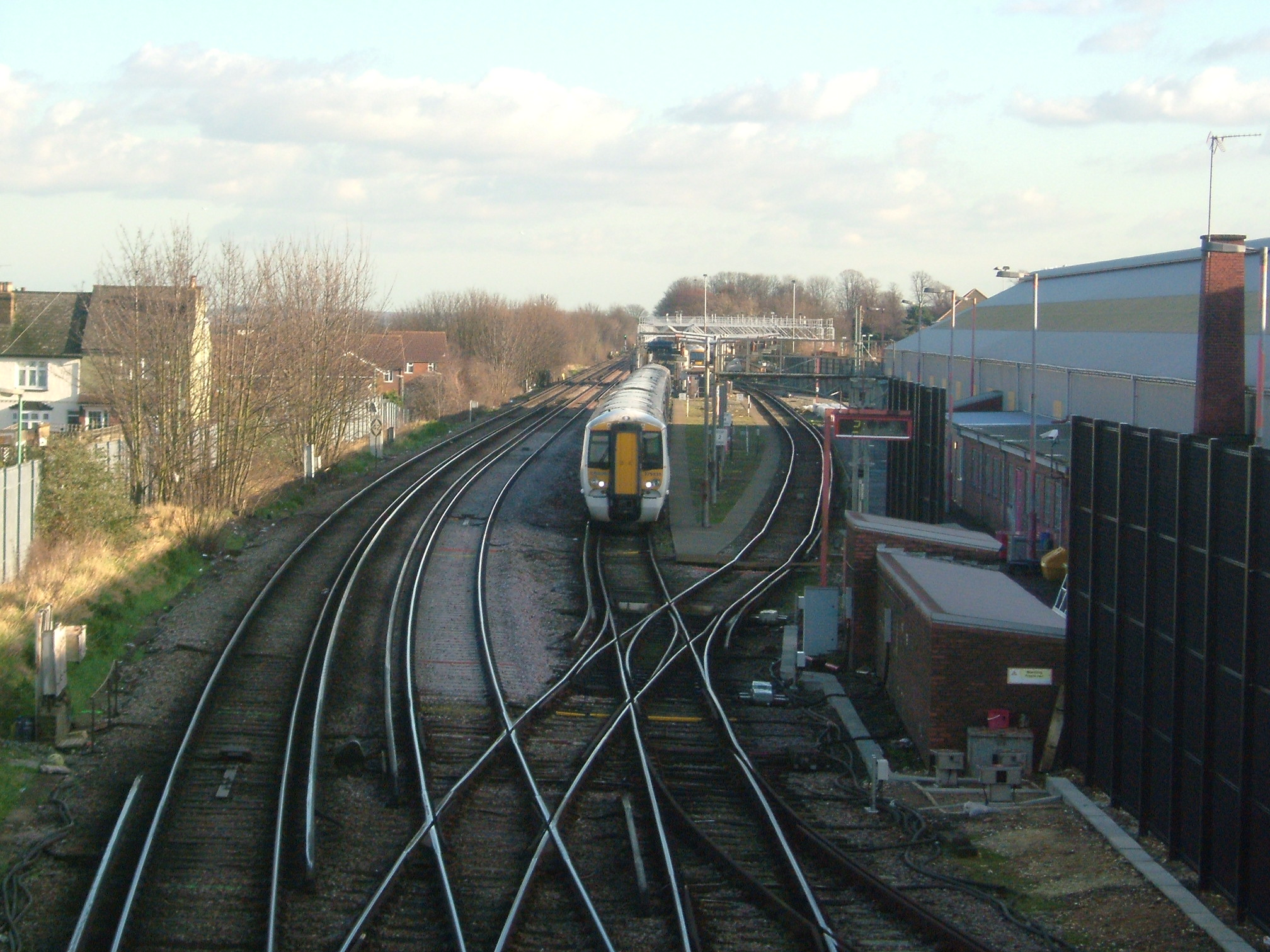
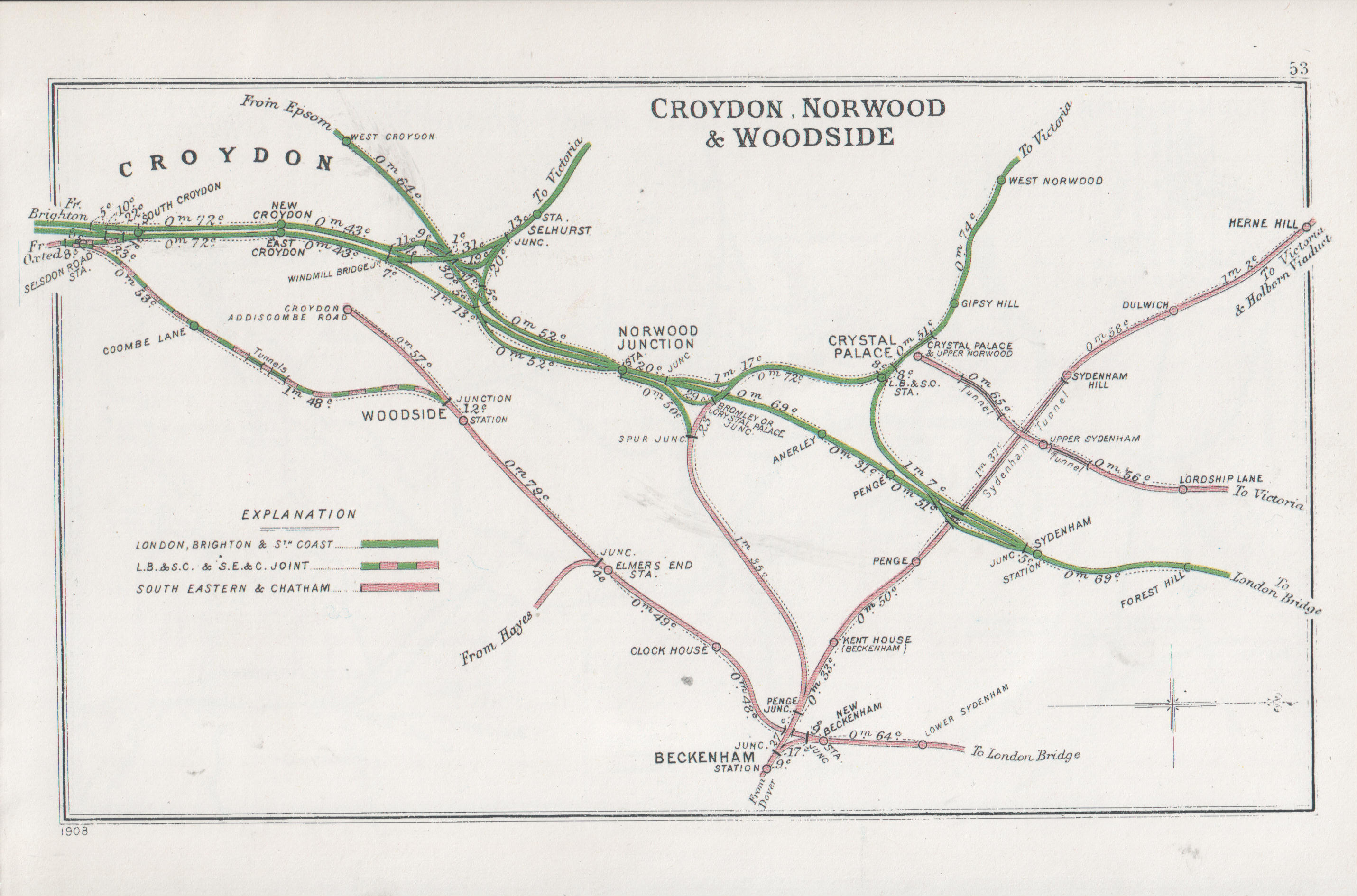
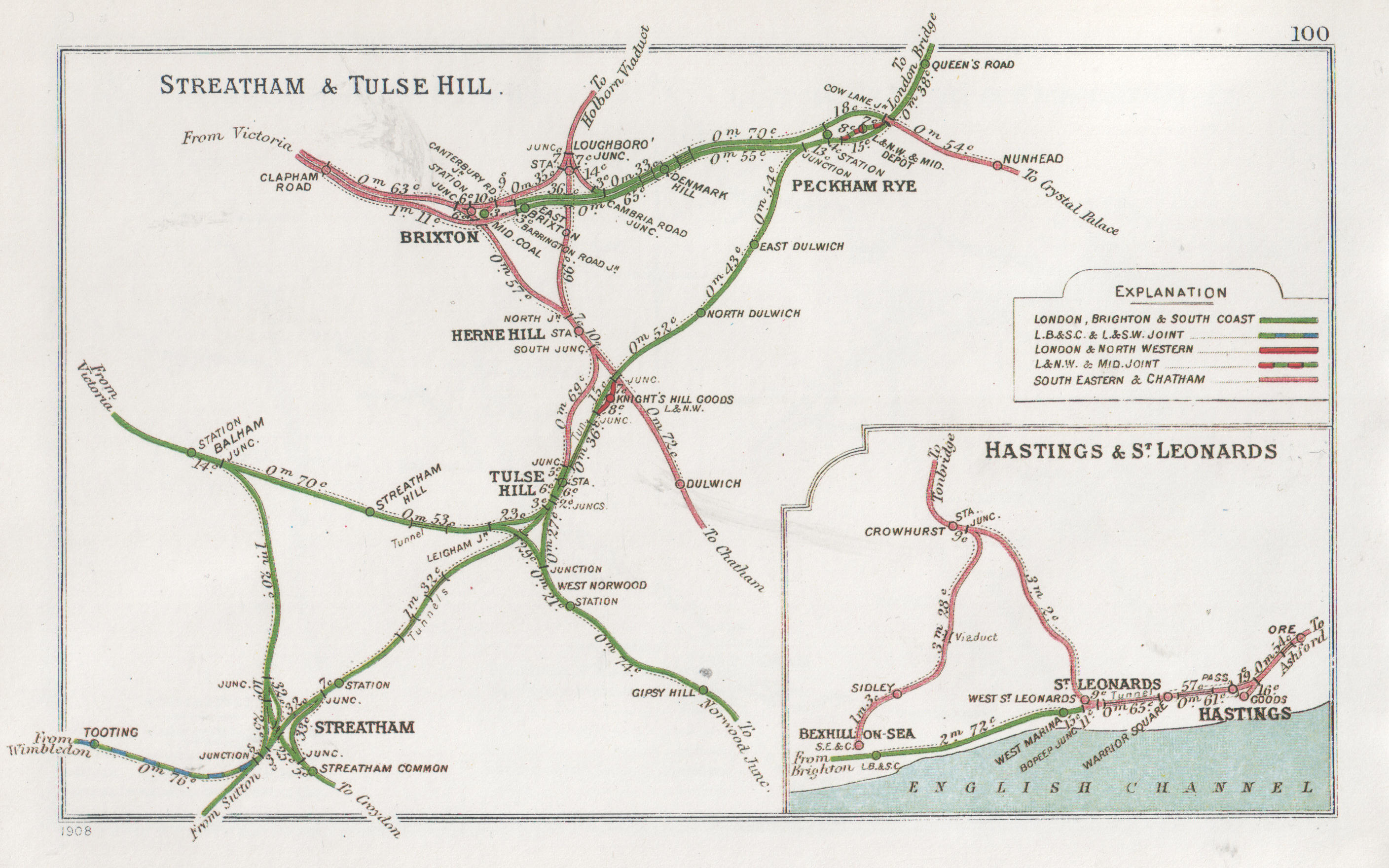
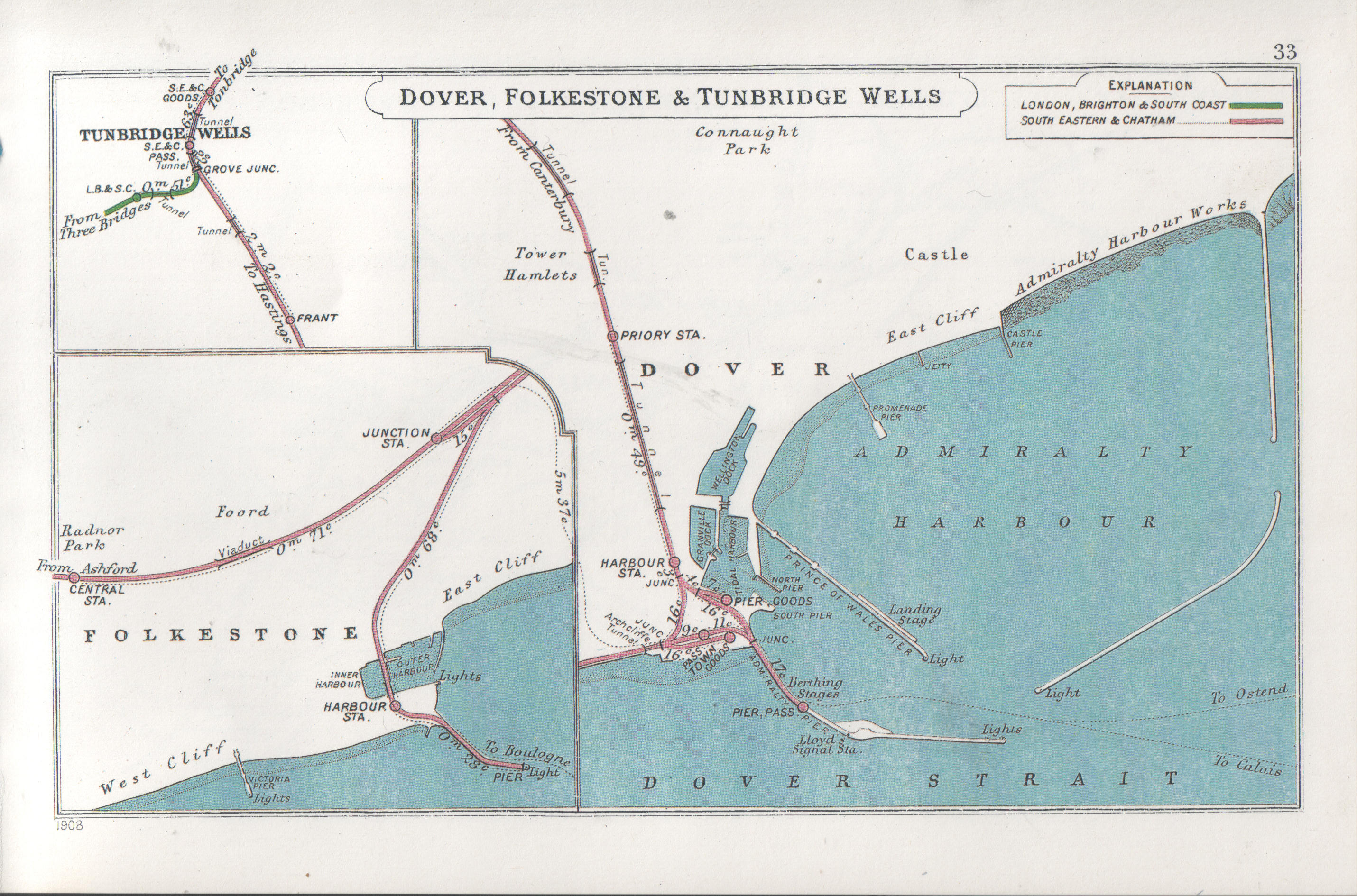
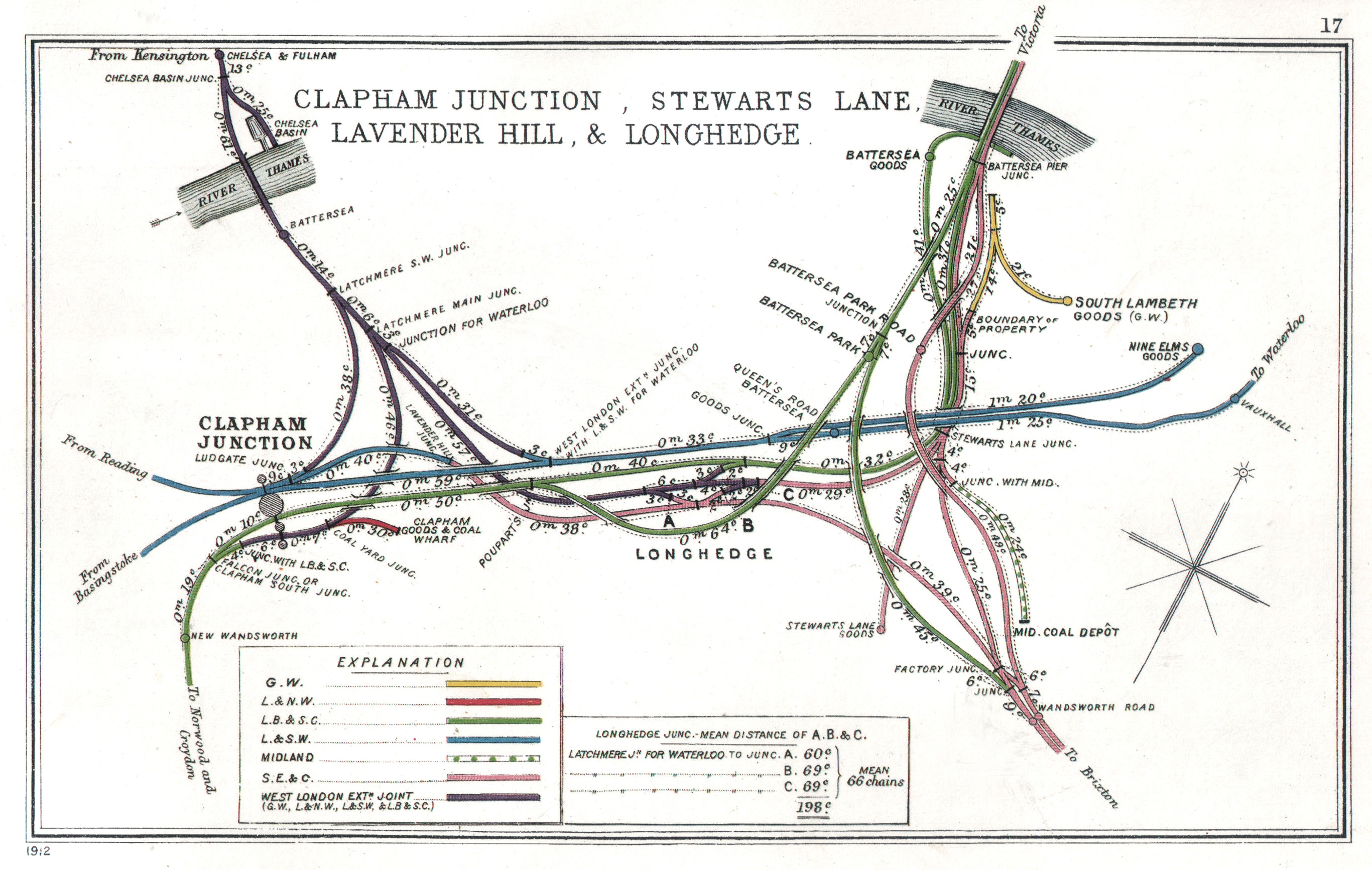